# Coșarii, Timiș
Coșarii, mai demult Chizdia, (în maghiară Kisgye), este un sat în comuna Brestovăț din județul Timiș, Banat, România. Satul a primit în anul 1965 denumirea oficială actuală.

## Istorie
Primele mențiuni documentare despre satul Coșarii datează din Evul Mediu. Se menționează la 1440 că localitatea Felsökizdia aparținea de cetatea Șoimoș din județul Arad. Tot în Evul Mediu, în hotarul satului a mai existat un sat numit Repes, de asemenea proprietate al cetății Șoimoș. În 1583 aici se așază mai multe familii de români din Ardeal, care rămân aici de-a lungul ocupației turcești a Banatului. În conscripția generală efectuată de administrația habsburgică în 1717, apare menționată cu 16 case, locuite. Succesiv s-a numit Kisdia, toponim de origine maghiară (Kis Gya sau „satul mic”) care a rămas de-a lungul timpului, în pofida caracterului românesc al satului. În anul 1921, administrația română a impus numele Chizdia, deși fonetic s-ar fi recomandat forma Chișdia sau Chișghia. Numele a fost redenumit pe cale administrativă în 1965, deoarece numele original a fost asociat unui cuvânt trivial.

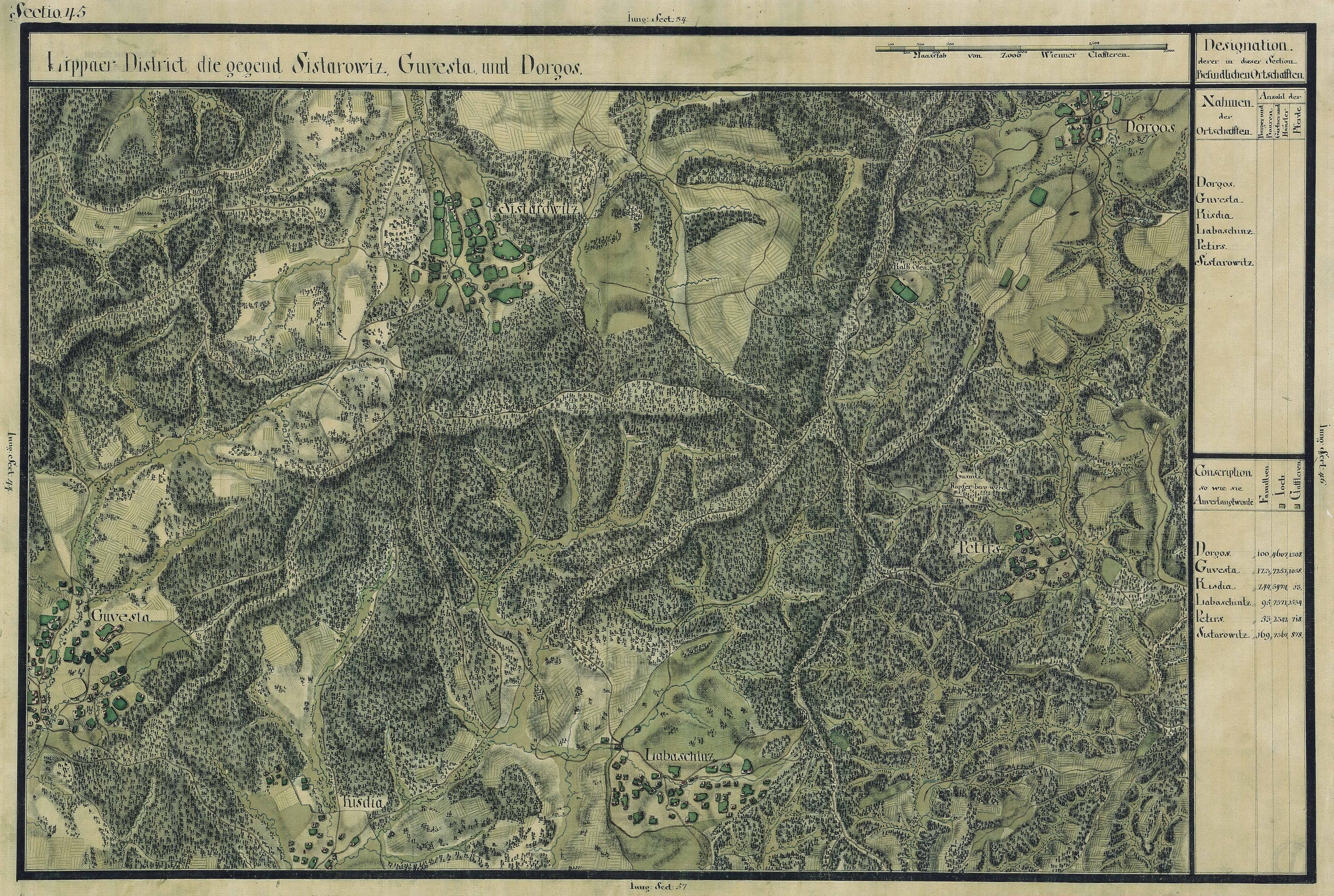
Coşarii în Harta Iosefină a Banatului, 1769-72

## Demografie
Populația satului a fst din totdeauna majoritar românească. Populația a cunoscut o creștere continuă de-a lungul secolului XIX și a atins pragul de 1.700 de locuitori spre sfârșitul aceluiași secol. Cea mai numeroasă populație s-a înregistrat în anul 1900, cu 1.714 locuitori și maximum de 1.765 la 1910.. După acest moment populația a început să scadă.
Astfel, la recensământul din 1930 au fost înregistrați 1.500 locuitori, dintre care 1.468 români, 24 țigani, 3 germani ș.a. Sub aspect confesional populația era alcătuită din 1.241 greco-catolici, 234 ortodocși, 18 baptiști, 6 romano-catolici ș.a. 70 de ani mai târziu, la recensământul din 2002, situația demografică prezenta un declin dramatic: numai 191 locuitori.